# Eduardo Favaro
Eduardo Favaro (Montevideo, 26 de marzo de 1963) es un entrenador y exfutbolista uruguayo que jugó como delantero. 

## Trayectoria
Favaro nació en Montevideo y realizó su formación como futbolista en las bases juveniles de Nacional. Posteriormente no pudo conformarse con un club en toda su carrera como jugador, llegando a representar principalmente a equipos de la Primera División uruguaya, además de Argentinos Juniors en 1991.
Favaro se retiró como futbolista en 1995 a la edad de 32 años, luego de jugar para El Tanque Sisley. Inició su carrera directiva en 2007 con un club al que también representó como jugador, el Racing de Montevideo. Después de ganar el Apertura 2007 en Segunda División, fue nombrado entrenador del Liverpool Montevideo.
En junio de 2011 dejó el Liverpool y fue designado a cargo de Fénix el 3 de mayo de 2012. Sin embargo el 26 de junio del año siguiente, regresó a Liverpool.
Luego se mudó a Ecuador en noviembre de 2015, tras ser nombrado entrenador de El Nacional, pero fue despedido en 2018. Después se hizo cargo de Aucas el 23 de diciembre del mismo año, pero fue despedido el 29 de abril por malos reultados.
Favaro volvió a Racing el 25 de septiembre de 2019, pero se marchó al final de la temporada tras sufrir un descenso. El 25 de diciembre de 2020, después de casi un año sin equipo, regresó a Ecuador para dirigir al Macará.

## Clubes

### Como jugador
| Club               | País      | Año         |
| ------------------ | --------- | ----------- |
| Nacional           | Uruguay   | 1984 - 1985 |
| Wanderers          | Uruguay   | 1986        |
| Sud América        | Uruguay   | 1987        |
| Bella Vista        | Uruguay   | 1988        |
| Liverpool          | Uruguay   | 1989 - 1990 |
| Argentinos Juniors | Argentina | 1991        |
| Racing             | Uruguay   | 1992        |
| Defensor SC        | Uruguay   | 1993        |
| Rampla             | Uruguay   | 1994        |
| Tanque Sisley      | Uruguay   | 1995        |

### Como entrenador
| Club                           | País    | Año          |
| ------------------------------ | ------- | ------------ |
| Racing                         | Uruguay | 2007         |
| Liverpool                      | Uruguay | 2008 - 2011  |
| Fénix                          | Uruguay | 2012 - 2013  |
| Liverpool                      | Uruguay | 2013 - 2015  |
| El Nacional                    | Ecuador | 2015 - 2018. |
| Aucas                          | Ecuador | 2019         |
| Racing                         | Uruguay | 2019         |
| Club Social y Deportivo Macará | Ecuador | 2021         |

## Palmarés

### Como entrenador

#### Campeonatos nacionales
| Título                      | Club   | País    | Año  |
| --------------------------- | ------ | ------- | ---- |
| Segunda División de Uruguay | Racing | Uruguay | 2007 |

#### Participaciones internacionales
| Torneo                 | Club           | Resultado    |
| ---------------------- | -------------- | ------------ |
| Copa Libertadores 2017 | CD El Nacional | Primera Fase |
| Copa Sudamericana 2018 | CD El Nacional | Segunda Fase |